# Széthi (parancsnok)
Széthi (vagy Szuti) ókori egyiptomi katona volt a XVIII. dinasztia idejének végén (i. e. 14. század), a seregek parancsnoka, I. Ramszesz fáraó apja. I. Ramszesz szobrain vezírként említik.

## Élete
Széthi deltabéli katonacsaládból származhatott, és egyes feltételezések szerint azonos egy, az Amarna-levelekben Suta néven említett királyi küldöttel. Testvére, Haemuaszet valószínűleg azonos azzal a Haemuaszet nevű királyi legyezőhordozóval és núbiai íjászparancsnokkal, akit egy Tutanhamon korabeli szobor ábrázol. Haemuaszet felesége, Taemwadzsszi Ámon háremének elöljárója volt, ő feltehetőleg azonos Hui núbiai alkirály Taemwadzsszi nevű testvérével vagy feleségével, aki más forrásokból ismert. A núbiai alkirályhoz fűződő kapcsolat egybevág azzal, hogy I. Ramszesz már fiatalkorától katonaként szolgált. Mind a Széthi, mind a Haemuaszet név előfordul később is a családban.

## Sztéléje
Egy sztéléjének töredékét ma a chicagói Oriental Institute őrzi. Ez a 115 cm széles, 65–70 cm magas töredék egy fogadalmi sztélé darabja, felső része egy ülő férfit és egy mögötte álló nőt ábrázolt, de ebből már csak a lábak maradtak meg. Alsó részén egy 32×40 cm-es mélyedésben három emberalak áll. Ezt kétoldalról egy-egy áldozatot bemutató alak veszi közre: balról fivére, Haemuaszet, jobbról feltehetőleg fia, akinek neve itt Ramoszeként jelenik meg. A mélyedésben álló alakok ruhája Amarna-hatást mutat. A sztélé felirata: „áldozat az Ozirisz [=elhunyt] Szuti, a Két Föld ura [=a fáraó] csapatainak parancsnoka kájának [lelkének].